# Playback (nhóm nhạc Hàn Quốc)
Playback (tiếng Hàn: 플레이백) là một nhóm nhạc nữ Hàn Quốc gồm 5 thành viên: Yunji, Hayoung, Yujin, Woolim, Eunjin do công ty Clear Company thành lập vào năm 2015 và được sự quản lý bởi công ty Coridel Entertainment. Nhóm ra mắt vào ngày 25 tháng 6 năm 2015 với đĩa đơn kỹ thuật số "Playback".

## Lịch sử nhóm
Trước khi trở thành trưởng nhóm của Playback, Woolim đã dành 3 năm làm thực tập sinh trong JYP Entertainment. Sau đó cô trở nên nổi tiếng sau một đoạn video xuất hiện trên chương trình ca hát bí ẩn của Mnet I Can See Your Voice, nơi cô trình diễn bài hát Problem của Ariana Grande và đã được lan truyền.
Playback phát hành album đầu tay của nhóm mang tên Playback và ca khúc chủ đề cùng tên vào ngày 25 tháng 6 năm 2015. Chỉ 3 tháng sau, nhóm tuyên bố họ có kế hoạch để phát hành một album mới vào ngày 2 tháng 9. Tiêu đề của album track, "I Wonder", nổi bật với ca sĩ nổi tiếng và Eric Nam. Bài hát thu hút sự chú ý của giới truyền thông do sự tham gia của nhóm sản xuất nổi tiếng Na Uy ELEMENT, người tiếp tục bao gồm CeeLo Green, Musiq Soulchild và Madcon.
Ngay sau khi nhóm ra mắt, hãng đĩa của nhóm đã được sáp nhập với Coridel Entertainment vào cuối năm 2015 và sau đó nhóm chính thức quản lý bởi Coridel Entertainment.
Eunjin đã được thêm trở lại nhóm vào ngày 13 tháng 4 năm 2017, sau khi bị cắt khỏi nhóm trước khi ra mắt chính thức.
Vào ngày 13 tháng 10 năm 2017 KST, Coridel Entertainment đã phát hành một tuyên bố thông qua fancafe chính thức của nhóm để xác nhận rằng các thành viên sẽ tham gia chương trình sống còn của YG, Mixnine. Họ nói:
"Sau một thời gian dài không hoạt động và chuẩn bị cho 1 sự trở lại, nhóm đã được đề nghị xuất hiện trong chương trình "Mixnine". Chúng tôi quyết định tham gia chương trình bởi vì chúng tôi tin rằng đó sẽ là cơ hội tốt cho Các thành viên của nhóm đang chuẩn bị và làm việc chăm chỉ để thể hiện tốt nhất và đang hướng tới phát hành một album vào giữa tháng 10, vì vậy hãy tiếp tục theo dõi và tiếp tục ủng hộ các cô gái".

## Thành viên
| Nghệ danh | Nghệ danh | Tên khai sinh | Tên khai sinh | Tên khai sinh | Tên khai sinh | Ngày sinh        | Nơi sinh                           | Vai trò                                    |
| Latinh    | Hangul    | Latinh        | Hangul        | Hanja         | Hán-Việt      | Ngày sinh        | Nơi sinh                           | Vai trò                                    |
| --------- | --------- | ------------- | ------------- | ------------- | ------------- | ---------------- | ---------------------------------- | ------------------------------------------ |
| Yunji     | 윤지      | Lee Yoon-ji   | 이윤지        | 李允智        | Lý Duẫn Trí   | 4 tháng 4, 1992  | Uijeongbu, Gyeonggi, Hàn Quốc      | Hát dẫn                                    |
| Hayoung   | 하영      | Lee Ha-young  | 이하영        | 李夏榮        | Lý Hà Anh     | 3 tháng 8, 1993  | Wonju, Gangwon, Hàn Quốc           | Rap chính, Nhảy dẫn                        |
| Yujin     | 유진      | So Yoo-jin    | 소유진        | 小有眞        | Tô Du Chấn    | 18 tháng 6, 1994 | Guri, Gyeonggi, Hàn Quốc           | Nhảy chính, Hát phụ, Visual                |
| Woolim    | 우림      | Hwang Woo-lim | 황우림        | 黃禹林        | Hoàng Vũ Lâm  | 29 tháng 8, 1996 | Gimpo, Gyeonggi, Hàn Quốc          | Trưởng nhóm, Hát chính, Gương mặt đại diện |
| Eunjin    | 은진      | Ma Eun-jin    | 마은진        | 麻恩真        | Mã Ân Chân    | 23 tháng 5, 1997 | Dangjin, Chungcheong Nam, Hàn Quốc | Hát chính, Maknae                          |

## Danh sách đĩa nhạc

### Album
| Tên                 | Chi tiết Album                                                                                                  | Xếp hạng | Doanh số   |
| Tên                 | Chi tiết Album                                                                                                  | KOR      | Doanh số   |
| ------------------- | --- | -------- | ---------- |
| I Wonder (플레이백) | - Phát hành: 2 tháng 9 năm 2015 - Hãng đĩa: Coridel Entertainment, CJ E&M - Định dạng: CD, Tải nhạc kĩ thuật số | 36       | - KOR: 375 |

### Đĩa đơn
| Tên                                                           | Năm  | Xếp hạng | Album                             |
| Tên                                                           | Năm  | KOR      | Album                             |
| ------------------------------------------------------------- | ---- | -------- | --------------------------------- |
| "Playback" (플레이백)                                         | 2015 | —        | Bài hát này không nằm trong Album |
| "I Wonder" (없을까?) (ft. Eric Nam)                           | 2015 | —        | I Wonder                          |
| "Untold Story" (말하지 못한 이야기)                           | 2017 | —        | Bài hát này không nằm trong Album |
| "Want You To Say" (말해줘)                                    | 2017 | —        | Bài hát này không nằm trong Album |
| "—" chỉ những khu vực không có xếp hạng hoặc không phát hành. |      |          |                                   |

## Video âm nhạc
| Năm  | Video                     | Đạo diễn                                                |
| ---- | ------------------------- | ------------------------------------------------------- |
| 2015 | "Playback"                | Kim Eun-yoo (12Rounds Production)                       |
| 2015 | "I Wonder" feat. Eric Nam | Kim Eun-yoo (12Rounds Production)                       |
| 2017 | "Want You To Say"         | Kim Young-jo, Yoo Seung-woo (NAIVE Creative Production) |

## Quảng cáo
| Năm  | Sản phẩm           | Thành viên                       | Ghi chú |
| ---- | ------------------ | -------------------------------- | ------- |
| 2015 | TG E600S Earphones | Woolim, Hayoung, Yujin, và Yunji | -       |

## Giải thưởng và đề cử

### Seoul Music Awards
| Năm  | Đề cử / Tác phẩm | Giải thưởng      | Kết quả |
| ---- | ---------------- | ---------------- | ------- |
| 2015 | "Playback"       | New Artist Award | Đề cử   |